# إيفون هويل
إيفون هويل (بالإنجليزية: Yvonne Howell) هي ممثلة أمريكية، ولدت في 31 يوليو 1905 في شيكاغو في الولايات المتحدة، وتوفيت في 27 مايو 2010 في لوس أنجلوس في الولايات المتحدة.

## وصلات خارجية
- إيفون هويل على موقع IMDb (الإنجليزية)